# Ignacio de Negri
Ignacio de Negri y Mendizábal, conde de Negri, militar español. Nació en Madrid el 2 de agosto de 1792. Estudió en el Seminario de Nobles de Salamanca. Combatió contra el ejército de Napoleón en la Guerra de la Independencia Española alcanzando en 1819 el grado de teniente coronel.

## Carrera
Hizo frente  al régimen constitucional en Navarra a las órdenes de Carlos O'Donnell y Anhetan (padre de Leopoldo O'Donnell) y en 1826 fue destinado al servicio del infante don Carlos. Fue de los primeros que organizaron la causa carlista y como conspirador fue encarcelado en 1833, fugándose del calabozo en julio de 1837. De allí se incorporó al ejército del norte.
A mediados de marzo de 1838 dirigió una expedición a Castilla. Gregorio González Arranz participó en esta expedición al mando de una compañía. Esta tropa tenía poca fuerza y estaba mal aprovisionada por lo que las fuerzas isabelinas la obligó a refugiarse en los montes de Soria. Ante su desesperada situación, Negri mandó a González Arranz con pliegos para ser entregados en mano al Pretendiente, pidiendo auxilios. González Arranz consiguió llegar a Estella y días después abandonó el territorio carlista llevando la contestación para Negri, con el que no llegó a reunirse porque en su camino se encontró la noticia de que la expedición de Negri había sido aniquilada en el Puerto de la Brújula el 27 de abril. Negri terminó refugiándose en Morella. Volvió al norte donde obtuvo el puesto de segundo jefe de Estado Mayor General del ejército. Tras la firma del Convenio de Vergara quiso rehacer el ejército carlista para emprender una segunda guerra, pero no tuvo éxito. 
Acompañó a don Carlos en el exilio a Francia y después entró al servicio del conde de Montemolín (Carlos Luis de Borbón, pretendiente con el nombre de Carlos VI) y que iniciaría en 1847 la segunda guerra carlista.